# Tshurtshurnella eugeniae
Tshurtshurnella eugeniae är en insektsart som beskrevs av Kusnezov 1927. Tshurtshurnella eugeniae ingår i släktet Tshurtshurnella och familjen sköldstritar. Inga underarter finns listade i Catalogue of Life.